# Rjóiči Kawakacu
Rjóiči Kawakacu (* 5. duben 1958) je bývalý japonský fotbalista.

## Klubová kariéra
Hrával za Toshiba, Yomiuri, Kyoto Shiko, Tokyo Gas.

## Reprezentační kariéra
Rjóiči Kawakacu odehrál za japonský národní tým v letech 1981-1982 celkem 13 reprezentačních utkání.

## Statistiky
| Japonsko | Japonsko | Japonsko |
| Roky     | Záp.     | Góly     |
| -------- | -------- | -------- |
| 1981     | 10       | 0        |
| 1982     | 3        | 0        |
| Celkem   | 13       | 0        |